# Jamie Fraser (personnage)
Pour les articles homonymes, voir Jamie Fraser.
Jamie MacKenzie Fraser est un personnage de fiction issu de la saga littéraire Le Chardon et le Tartan de Diana Gabaldon. Soldat écossais catholique, il est laird de Broch Tuarach, issu du clan Fraser, époux de Claire Fraser, une infirmière du XXe siècle qui voyage dans le temps.

## Biographie

### Jeunesse (1721-1743)

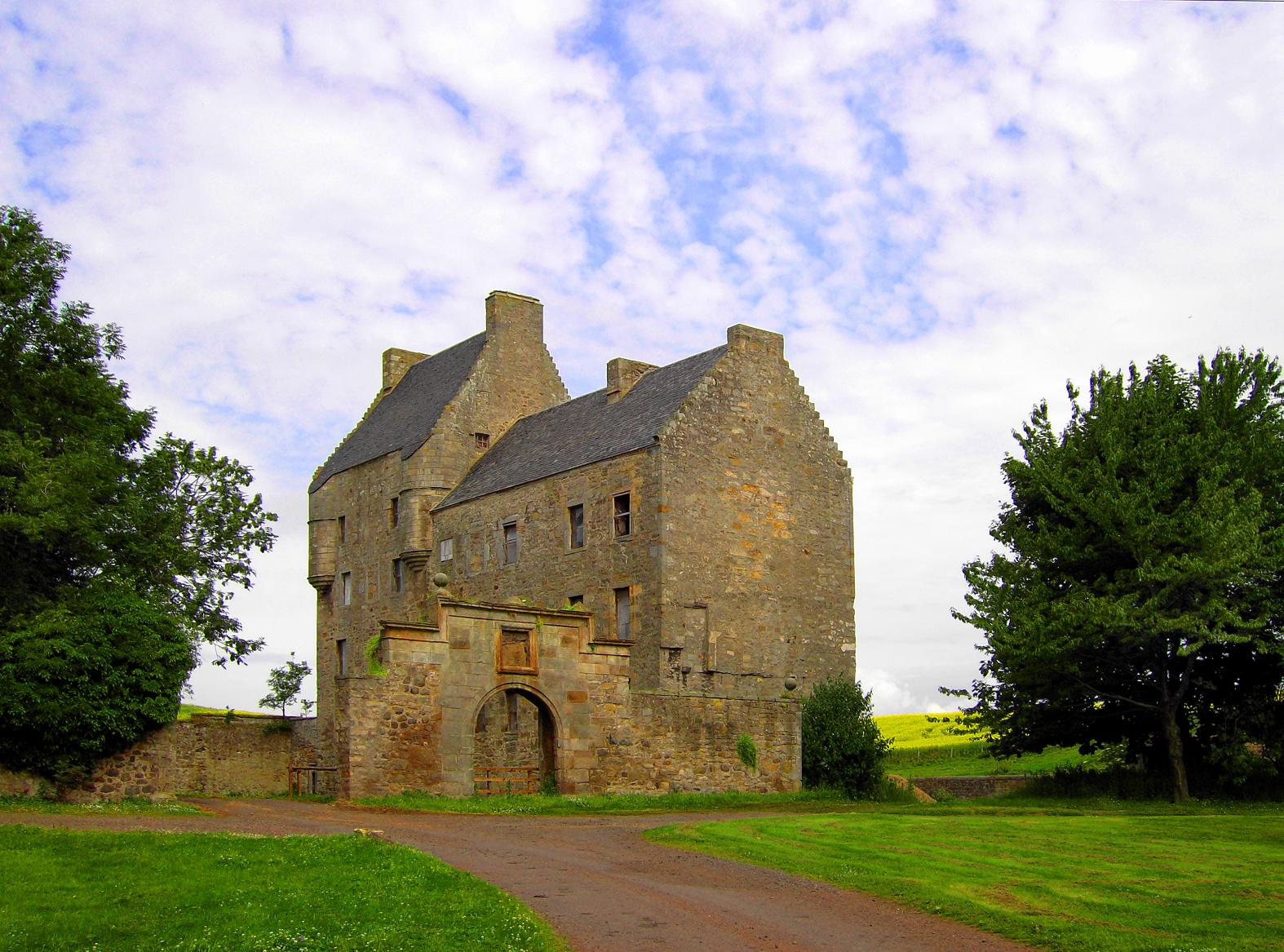
Lallybroch (Midhope Castle)

Jamie Fraser, né le 1er mai 1721 au domaine de Lallybroch dans les Highlands, est le second fils de Helen et Brian Fraser, propriétaire terrien. Helen Fraser est la sœur de Dougal et de Colum MacKenzie du clan MacKenzie et Brian Fraser est le fils adultérin d'une domestique et de Lord Lovat du Clan Fraser de Lovat (en). Helen et Brian se marient sans le consentement de leurs clans respectifs. Ils ont un premier fils William qui meurt de la variole vers 1729. Jamie alors âgé de 8 ans est alors élevé comme le futur Laird Broch Tuarach, le nom officiel du domaine. Sa mère meurt en couches en donnant naissance à un troisième fils. C'est alors sa sœur ainée Jenny qui s'occupe de la famille Fraser.

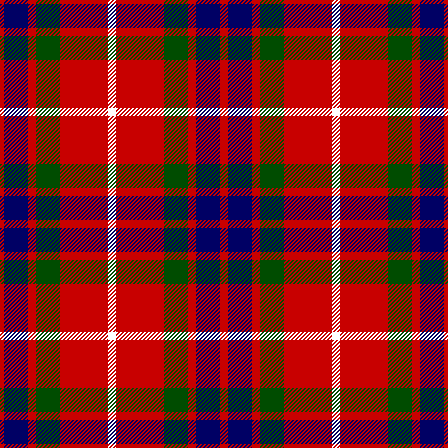
Le tartan Fraser

À l'âge de 14 ans, il part vivre chez son oncle maternel Dougal MacKenzie au château de Leoch afin d'apprendre le maniement de l'épée. À 18 ans, il vient étudier à l'Université de Paris et vit chez le cousin de son père Jared Fraser. De retour à Lallybroch, il est arrêté par des soldats anglais en 1740 pour obstruction car il a tenté de défendre sa famille et son domaine et est emprisonné à Fort William. Deux tentatives d'évasion lui valent deux cents coups de fouet ordonnés et exécutés par le capitaine Jack Randall, châtiment dont son dos restera marqué par des cicatrices. Sa tête est également mise à prix pour meurtre car lors de sa seconde évasion un garde a été tué. Son père qui assiste à la flagellation meurt d'une crise cardiaque croyant que son fils a succombé à ses blessures. Jamie parvient à s'enfuir en France. Il rejoint son meilleur ami, Ian Murray, mercenaire dans l'armée française. Il revient en Écosse deux ans plus tard en 1742, se cachant dans les Highlands avec un groupe d'hommes jusqu'au jour où il est frappé à la tête. Son oncle Dougal l'envoie se faire soigner en France à l'Abbaye de Sainte Anne de Beaupré où un de ses oncles Alexandre Fraser est prêtre.

### La rencontre avec Claire Beauchamp (1743)
Jamie revient en Écosse en avril 1743 avec son parrain Murtagh. Alors qu'ils chassent du bétail, ils sont pris avec Dougal et ses hommes dans une embuscade par le capitaine Randall et ses soldats. Jamie est blessé par balle et son épaule est démise. Peu après la rixe, Murtagh les rejoint accompagné d'une anglaise du nom de Claire Beauchamp qu'il a sauvée des griffes de Randall. Celle-ci propose de le soigner et les hommes reprennent le chemin de Leoch, Jamie chevauchant avec la sassenach (l'anglaise). Palefrenier du château, ils font tous les deux plus ample connaissance. D'origine française, elle a été attaquée par Randall alors qu'elle tentait de rejoindre la France pour rejoindre sa famille, son mari venant de mourir. Il découvre ses talents de guérisseuse et tente de la rassurer sur son sort, tant qu'elle reste à Leoch elle est à l'abri des Anglais. Ayant juré fidélité et assistance au clan MacKenzie, Jamie est convié à participer à la collecte des loyers des fermiers alentour. Son dos mutilé sert à lever des fonds afin de financer le second mouvement de rébellion jacobite dirigée par Charles Édouard Stuart appelé également Bonnie Prince Charlie.

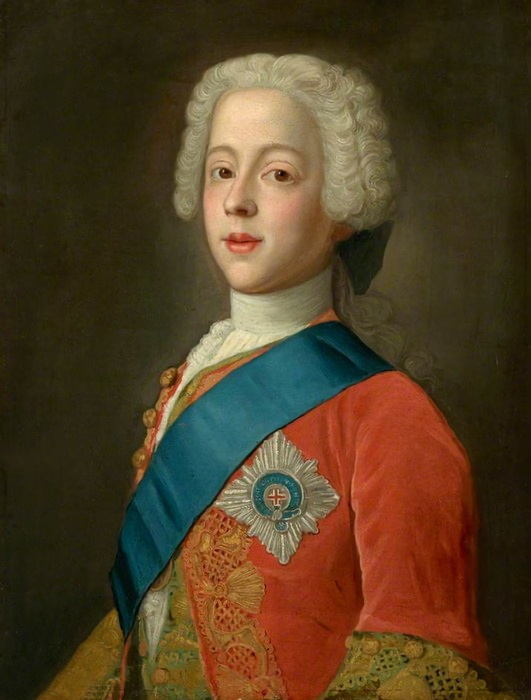
Portrait du prince Bonnie Charlie

Considérée tantôt comme une espionne au sein des Anglais et/ou des Écossais, l'histoire de Claire ne convainc pas et le capitaine Randall souhaite l'interroger davantage. Claire ayant accepté de rester à Leoch et de reprendre les fonctions du feu médecin du château, Dougal lui propose de se marier avec l'un des hommes du clan. Devenue Écossaise, Randall ne pourra plus la questionner. Il propose donc à Jamie et Claire de se marier. Ils se marient au plus vite dans une petite église. Jamie amoureux d'elle est ravi de cette union et lui raconte son passé, la haine qu'il nourrit envers Randall. Pourtant la jeune femme cherche toujours à s'enfuir et à rejoindre Craigh na Dun et son mari Frank Randall. Elle est capturée par les Anglais et emmenée chez Randall. Jamie vient la délivrer et la bat car sa désobéissance a failli coûter la vie à ses hommes. Claire tente de se révolter mais n'y arrive pas et subit les coups. Face ensuite au ressentiment de Claire, il jure de ne jamais recommencer. À son contact, il est conscient d'être pris en étau entre l'éducation qu'il a reçue, les obligations dues au clan, et sa fermeté à s'asseoir en tant qu'époux. Alors qu'il s'éloigne de Leoch, Claire est jugée pour sorcellerie en compagnie de Geillis Duncan. Si Geillis est condamnée à mort, Claire est flagellée sous les yeux de son mari qui vient la délivrer. Alors qu'elle a une nouvelle fois désobéi à son conseil d'éviter Geillis, il veut savoir si elle aussi est une sorcière. Claire lui avoue toute son histoire. Il lui propose de rejoindre Craigh na Dun et son mari car là-bas elle sera en sécurité. Elle refuse et décide de rester avec lui.
Ils s'installent à Lallybroch, dans leur domaine familial tenu par sa sœur Jenny et son beau-frère Ian qu'il n'a pas vus depuis des années. Jamie fait connaissance avec son neveu Jamie qu'il pensait être le fruit du viol de sa sœur par Randall. Sa tête étant toujours mise à prix, un de ses métayers vend Jamie aux Anglais
,. Il est emprisonné à la prison de Wentworth et condamné à mort. Claire tente de le faire échapper mais Randall les surprend. Afin de sauver Claire, il accepte de se soumettre à Randall. Celui-ci le torture et le viole. Claire et des hommes du clan reviennent le délivrer en lâchant un troupeau de vaches dans le fort. Jamie est emmené en France où il est à nouveau soigné à l'Abbaye de Sainte Anne de Beaupré où vit toujours son oncle Alexandre Fraser. Totalement abattu, Jamie ne souhaite que mourir. Révoltée par sa décision, Claire soigne sa main cassée et en usant de drogues chasse le fantôme de Randall. Elle lui révèle qu'elle est enceinte.

### La rébellion jacobite (1744-1746)
1744, Jamie et Claire trouvent refuge au Havre chez le cousin Jared. Ce dernier, négociant en vin, devant s'absenter pour affaires, propose à Jamie de s'occuper de sa succursale à Paris. Le couple accepte. Décidant de faire confiance à Claire qui connaît la fin tragique du mouvement jacobite, ils prennent contact à la cour de Louis XV avec des sympathisants de la cause afin d'éviter la levée des fonds et d'espionner les Stuart. Jamie engage un orphelin, Fergus, afin de subtiliser les lettres codées. Souffrant encore psychologiquement de son traumatisme et dévoué à la cause qu'il tente de freiner, il délaisse son couple. En rendant visite à Mary Hawkins, une amie de Claire, amoureuse du frère de Jack Randall, Jamie et Claire croisent ce dernier. Une seule idée le réconforte : se venger. Claire le supplie d'attendre une année afin que son mari Frank Randall, descendant du capitaine, puisse venir au monde et donc que Jack soit marié et père. Il finit par accepter dans l'espoir que sa femme trouve refuge auprès de son premier mari si jamais ils étaient contraints de se séparer. Jamie surprend Randall en train de violer Fergus dans un bordel et le provoque en duel. Claire tente de faire annuler le duel mais elle fait une fausse couche et Jamie est emprisonné à La Bastille. Afin de le délivrer, elle offre ses charmes au roi. Après des semaines de séparation, Jamie rejoint Claire à Fontainebleau chez son amie Louise où elle tente de se remettre de sa fausse couche. Il apprend la mort de leur fille Faith. Le couple est anéanti par cette perte. Claire rejetant la faute sur le duel avec Randall et se sentant trahie par la promesse qu'il lui avait faite, Jamie révolté par ce qu'a subi Fergus et la levée de fonds pour la cause jacobite ayant été contrée, ils décident de rentrer en Écosse.

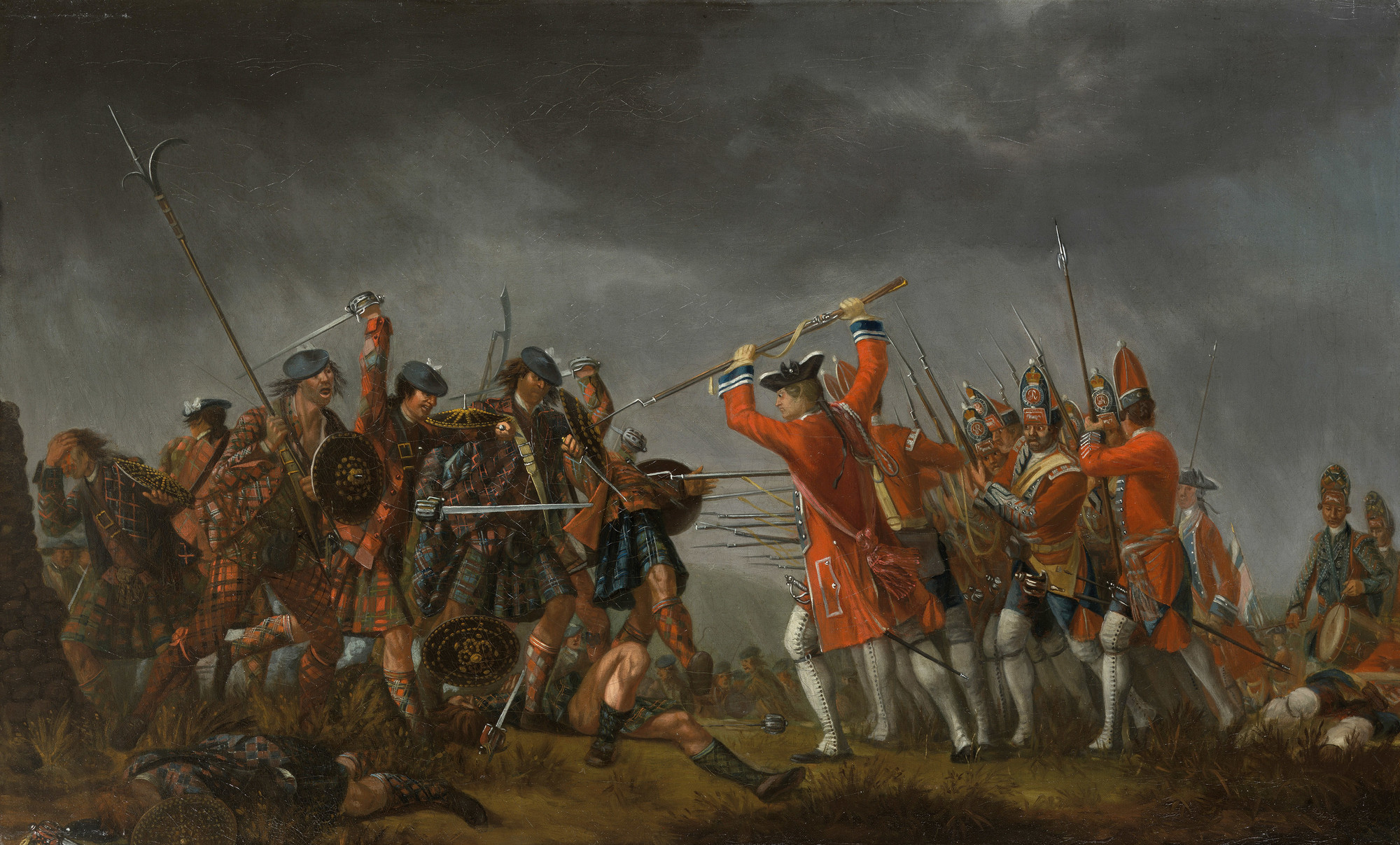
Bataille de Culloden par David Morier
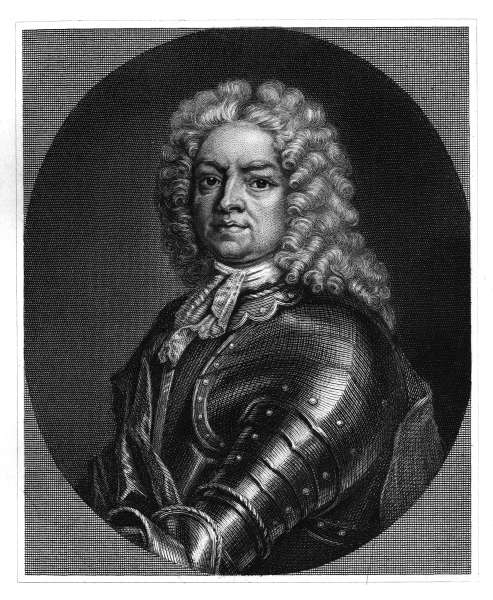
Le 11e lord Lovat (1667–1747), grand-père paternel

Bonnie Prince Charlie rejoint également l'Écosse, fort de ses levées de fonds. Contre son gré, Jamie est officiellement partisan de la rébellion et doit rassembler ses hommes pour combattre. Le 21 septembre 1745, les 2500 Highlanders affrontent par surprise au petit matin l'armée hanovrienne de George II à Prestonpans et remportent la bataille. À Edimbourg, Claire retrouve Randall au chevet de son frère malade. En échange de ses soins, il l'informe de l'avancée des troupes anglaises. À la mort de son frère Colum, Dougal désormais chef du clan décide de rejoindre la cause jacobite. Jamie est alors contraint de lever des hommes auprès de son grand père, Lord Lovat, chef du clan Clan Fraser de Lovat (en). Le 28 janvier 1746 a lieu la Bataille de Falkirk, dernière victoire des Highlanders. Faute de vivres et de munitions, ils sont contraints à stopper le soulèvement. Malgré l'épuisement des forces et la dangerosité du lieu choisi, Prince Charlie donne l'ordre d'attaquer les Anglais à Culloden. Désespérant de la catastrophe qui s'annonce, Claire suggère même à Jamie de tuer Prince Charlie. Dougal surprend les propos de Claire qu'il a toujours considérée comme une traîtresse et une sorcière et s'en prend à elle. Jamie défend son épouse et tue son oncle. Il demande à ses hommes de le laisser mettre Claire en sécurité avant de le condamner. Jamie conduit Claire à Craigh na Dun afin qu'elle rejoigne Frank et qu'elle élève en toute sécurité leur nouvel enfant. Grâce à elle, il sait que tous les Highlanders seront poursuivis et châtiés après la bataille de Culloden. Il lègue par écrit le domaine de Lallybroch à son neveu Jamie. Le couple passe une dernière nuit ensemble et se dit adieu au matin du 16 avril 1746 alors que les Anglais surgissent dans leur refuge,.

### Les années de prison (1746-1766)

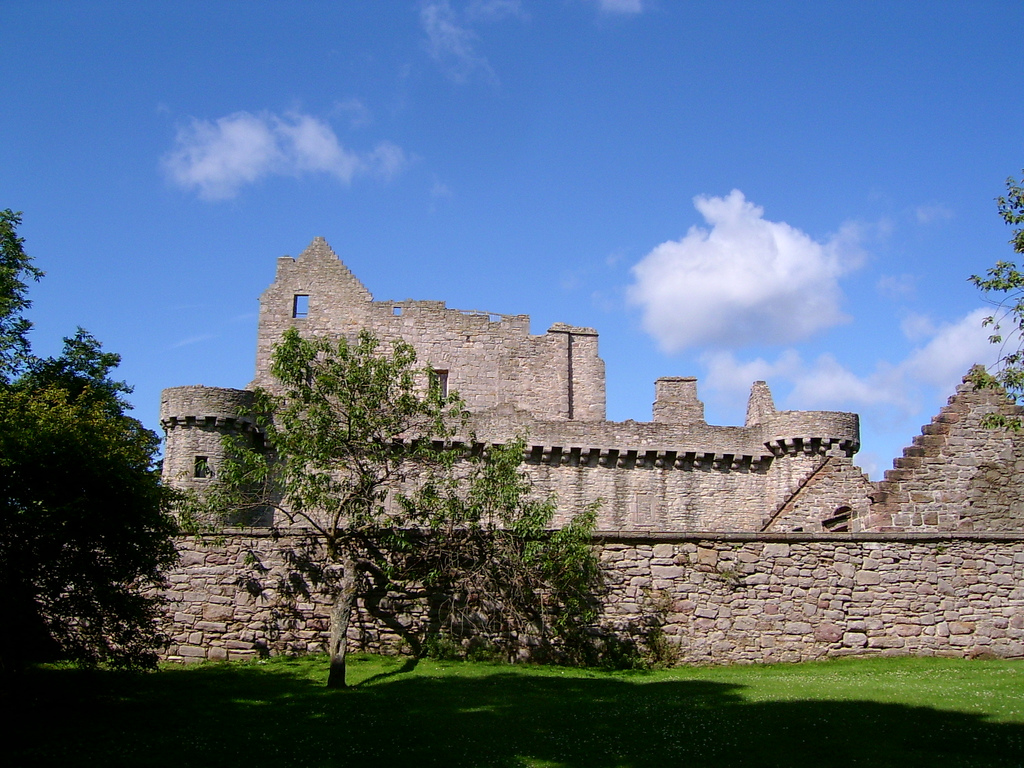
Château de Craigmillar (Prison d'Ardsmuir)

Jamie reprend connaissance sur le champ de bataille, le corps de Randall sur le sien et la jambe très entaillée. Il est emmené par des camarades dans une ferme mais les Anglais les retrouvent. Le major Hal Grey les condamne tous pour trahison et annonce leur exécution. Quand vient le tour de Jamie, devenu très célèbre dans la région pour être un des chefs rebelles appelé Jamie le Rouge à cause de sa chevelure, Hal Grey refuse de le tuer car il reconnaît en lui celui qui a sauvé son frère John. Jamie qui le supplie de l'exécuter est renvoyé à Lallybroch où il est soigné par sa sœur Jenny. Il passe sept années caché dans une grotte, descendant à Lallybroch une fois par mois. Ne pouvant plus supporter cette situation, Ian étant régulièrement emprisonné pour suspicion de jacobisme, Jenny venant d'accoucher, le domaine périclitant, il décide de se faire dénoncer afin qu'elle touche l'argent de sa capture.
Le 16 mai 1753, Jamie est emprisonné à la prison d'Ardsmuir où il rejoint d'autres Highlanders. En 1755 le major John Grey qu'il avait épargné en 1745 est nommé nouveau directeur de la prison. Celui-ci fait appel à lui en tant qu'interprète car un homme a été retrouvé mourant dans un proche village, s'exprimant dans un mélange de gaélique et de français. Jamie reconnaît l'homme, il s'agit d'un fidèle du clan MacKenzie qui lui parle de sorcière blanche et d'or. Depuis la rébellion, la rumeur court qu'un trésor envoyé par le roi de France est caché quelque part. Jamie s'échappe et découvre le trésor d'après les dires de son ami. Ne pouvant survivre à l'extérieur, il se rend aux Anglais. Jamie et John prennent l'habitude de dîner de temps en temps ensemble et deviennent amis, John voulant savoir pourquoi il s'est échappé et s'il a trouvé le trésor. En septembre 1756, la prison étant rénovée, les prisonniers vont être envoyés aux Amériques pour être vendu comme esclaves. Le roi n'ayant pas accepté la déportation de Jamie, il est envoyé à Helwater au nord de l'Angleterre afin de servir Lord Dunsany, des amis de Grey. Jamie est forcé de se séparer de ses amis et de prendre le pseudonyme d'Alexander MacKenzie.

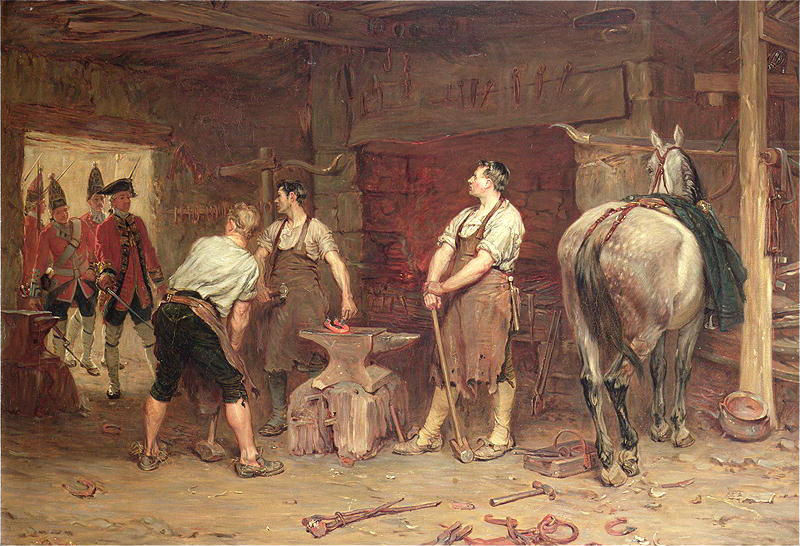
Recherche des Jacobites chez les habitants par John Seymour Lucas.

Jamie s'occupe des chevaux du domaine. La fille cadette, Geneva, qui se marie très bientôt avec un homme plus âgé qu'elle et qu'elle n'aime pas, fait pression sur lui pour qu'il soit son premier amant. Neuf mois plus tard, en 1758, un petit garçon prénommé William nait mais Geneva succombe. Le mari, Lord Ellesmere, sait qu'il n'est pas le père de cet enfant mais souhaite le garder. Fou de colère car les Dunsany souhaitent garder l'enfant, Jamie défend son fils et tue Ellesmere. Jamie n'est pas inquiété et lord Dunsany fait en sorte qu'il retrouve sa liberté. Avant de retourner à Lallybroch, il passe quelques années avec son fils, frustré de ne pouvoir exercer ses droits paternels. Il quitte le domaine en 1764 alors que le garçon grandit et ressemble de plus en plus à son père biologique, les Dunsany ignorant cet état de fait.
À Lallybroch, Jamie est devenu un étranger. Sa sœur a eu d'autres enfants qui ne le connaissent pas. Il ne souhaite pas se remarier mais ne supportant pas de le voir souffrir, elle lui suggère d'épouser Laoghaire qu'il avait connu à Leoch, depuis veuve et mère de deux filles. En 1765, il l'épouse et s'installe chez elle à Balriggan. Malgré tous ses efforts, le couple ne fonctionne pas, Laoghaire se montrant froide et distante. Il la quitte un an plus tard et s'installe à Edimbourg en tant qu'imprimeur sous le nom de Alexander Malcolm. Il développe en parallèle sous son vrai nom un négoce d'alcool illégal en partenariat avec son cousin Jared depuis la France.

### Le retour de Claire (1766-1767)
En novembre 1766, Claire entre dans l'imprimerie. Croyant être victime d'une hallucination comme il en a eu beaucoup durant ses années, Jamie reste pétrifié mais fou de bonheur. Elle lui apprend la naissance de leur fille Brianna, lui montre des photos et lui avoue qu'elle n'a pas pu revenir avant car elle vient seulement de découvrir vingt ans après qu'il est en vie. Alors elle a décidé de quitter sa fille, son métier pour revenir vivre avec lui s'il veut toujours d'elle. Jamie ne lui cache pas qu'il a beaucoup changé, qu'il n'est plus l'homme qu'elle a épousé mais qu'il l'aime toujours autant.
Par son négoce illégal, Jamie est sous surveillance policière et s'est fait beaucoup d'ennemis. Alors que son neveu Ian a disparu de Lallybroch, il est retrouvé dans l'incendie de l'imprimerie. Fasciné par son oncle, il rêve de vivre à Edimbourg avec lui et de l'aider dans ses affaires. Jamie ramène Ian à Lallybroch avec Claire. Il explique à sa famille que Claire est de retour de France où elle s'était réfugiée ne sachant pas qu'il était toujours vivant. Apprenant le retour de Claire, Laoghaire tente de récupérer son mari mais Jamie ne souhaite plus la voir. Avec l'aide d'un notaire elle fait annuler le mariage et demande un fort dédommagement financier. Depuis la prison d'Ardsmuir, Jamie a pu informer sa sœur par lettre de l'existence du trésor de Prince Bonnie auquel ils ont souvent recours. Ian est désigné pour aller le chercher mais arrivé sur l'île il est capturé par des marins s'enfuyant sur un bateau le Bruja.

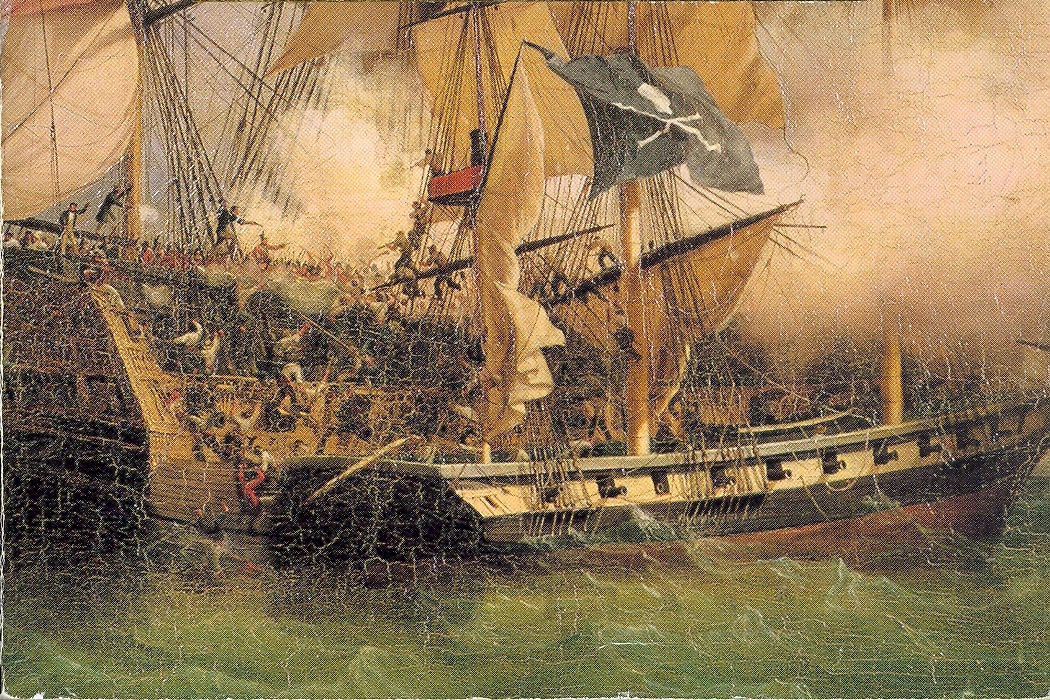
Peinture d'Ambroise Louis Garneray

Jamie, Claire et Fergus rejoignent Le Havre afin que le cousin Jared les aident à affréter un navire pour retrouver Ian. Ils embarquent et voguent vers la Jamaique, Jamie se demandant s'il reverra un jour l'Écosse. Claire le rassure, il reviendra en Écosse, elle s'est recueillie sur sa tombe au cimetière de Sainte-Kilda qui porte l'inscription Jamie Fraser, tendre époux de Claire. Lord John Grey est nommé nouveau gouverneur de l'île. Marié à la sœur aînée de Geneva, Isobel, il est le beau-père du fils de Jamie. Lors de sa traversée sur le Porpoise, son capitaine est contraint de demander à Jamie l'aide de son médecin de bord car son équipage est souffrant. Un des marins reconnaît en Jamie le rebelle jacobite Jamie le rouge. À la Jamaique, John accepte d'aider Jamie en lui prêtant un navire mais il est toujours poursuivi par le capitaine du Porpoise. Ian est retrouvé dans la plantation de Mrs Abernathy qui n'est autre que Geillis Duncan, propriétaire du trésor en fidèle jacobite qu'elle était. Ian délivré, ils s'enfuient en bateau, toujours poursuivi par le Porpoise et font naufrage dans la colonie de Géorgie aux Amériques. Fergus ayant embarqué en cachette sa bien-aimée Marsali, fille de Laoghaire, Jamie les incite à officialiser leur union. À cette occasion, Jamie offre son nom au jeune homme.

### Fraser's Ridge (1767-1770)
Juin 1767. Deux mois après leur naufrage, Jamie et Claire, accompagnés de Fergus et de Ian se rendent en Caroline du Nord chez la tante de Jamie, Jocasta, qui s’est reclus en Amérique avec son mari Hector Cameron, après les représailles de la bataille de Culloden et a construit une plantation de térébenthine. En chemin, dans la ville de Wilmington, Jamie fait la connaissance du gouverneur Tryon de la Province de Caroline du Nord qui propose aux immigrants écossais exilés depuis les Highland Clearances en 1708 des terres à exploiter afin d'accroître l'économie de la colonie. Sa proposition est forte intéressante mais il sait la colonie également semée de troubles à cause des Régulateurs (en), un groupe de rebelles et suppose que le gouverneur souhaite également recruter des hommes de mains. Préférant réfléchir à sa proposition, Jamie et les siens parviennent jusqu'à River Run, où ils découvrent que l'oncle Hector est mort récemment et que sa tante devenue aveugle dirige seule sa plantation. Jocasta, sa tante maternelle, accueille avec plaisir son neveu et n'ayant pas d'enfant souhaite qu'il devienne son héritier. L'offre est aussi intéressante mais non seulement Jamie souhaite rester son propre chef mais il ne souhaite pas non plus posséder des esclaves.

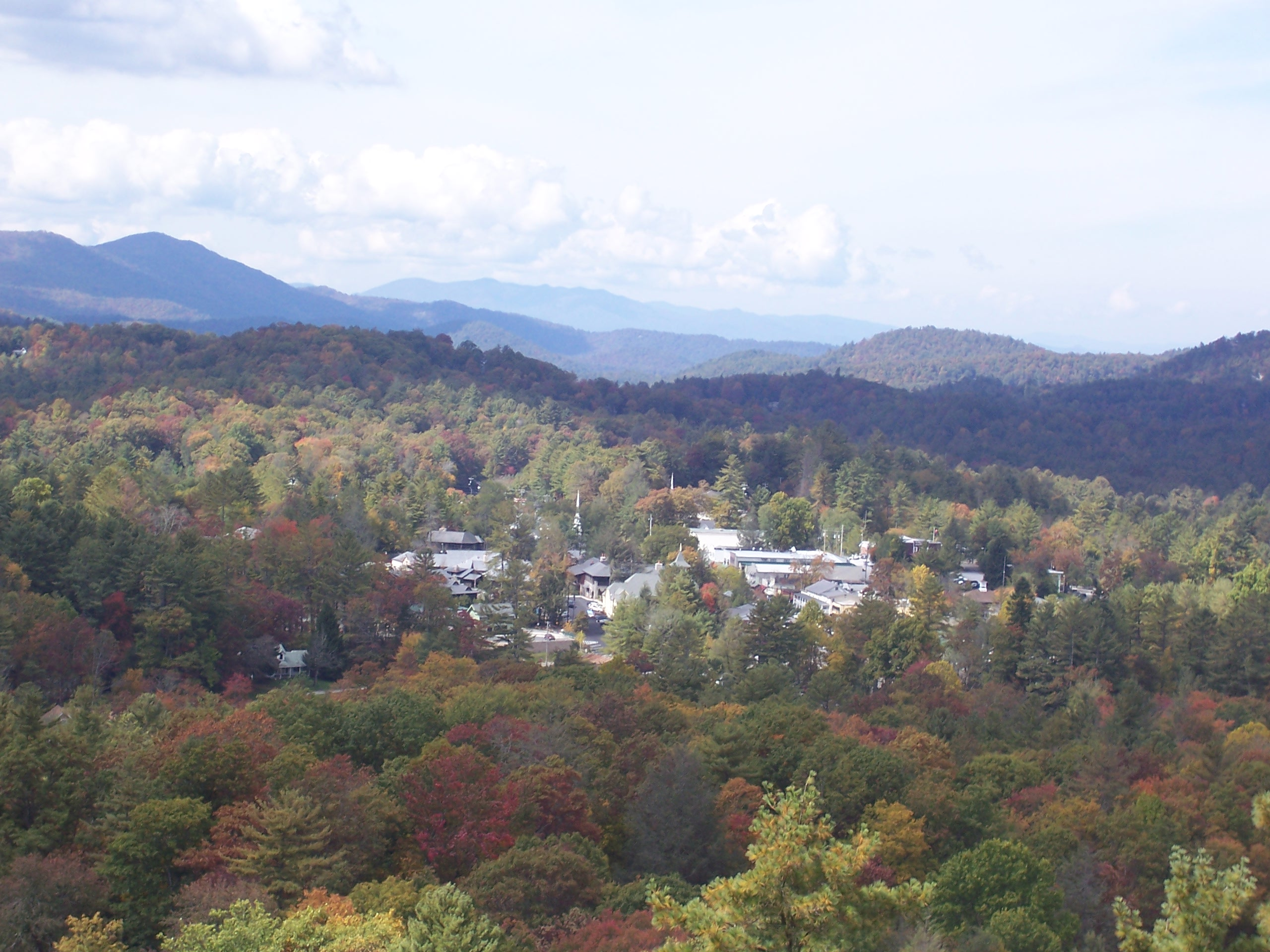
Highlands (Caroline du Nord)

Plus au nord, il découvre dans les montagnes des terres fertiles où poussent des fraises. Il y voit là un signe. Jamie a 45 ans, une famille à protéger mais n'a rien encore construit de ses mains. Ancien propriétaire terrien du domaine de Lallybroch, il souhaite fonder son propre domaine avec le soutien de Claire. Son nom Fraser, vient du français fraise, la fraise étant ainsi l'emblème du clan. Jamie accepte donc l'offre du gouverneur Tyron. Ses terres évoquant les Highlands étant isolées et très au nord, il espère ainsi être préservé des troubles causés par les Régulateurs. Claire lui annonce qu'en 1776 la Guerre d'indépendance des États-Unis va éclater. Jamie ne souhaite pas s'engager ni prendre parti pour un pays qui n'est pas le sien mais souhaite participer à la construction du pays dans lequel sa fille est née. Il fonde le domaine de Fraser's Ridge, avec une trentaine de colons écossais retenus prisonniers avec lui à Ardsmuir et qui ont purgé leur peine sur le sol américain. Le domaine se consacre à l'élevage, la culture de céréales puis à la distillerie d'alcool tout en vivant en harmonie avec les tribus indiennes des alentours, peuple dont il découvre le mode de vie (chasse, respect de la nature et des croyances spirituelles) et dont il se sent proche.
Octobre 1768. Lord John Grey rend visite à Jamie accompagné du fils de celui-ci William. L'enfant âgé d'une dizaine d'années ne reconnait pas Jamie. Grey le présente comme son ancien compagnon d'armes. Sa femme Isobel, est décédée sur le navire qui l'amenait à la Jamaïque. Celle-ci possédait une propriété dans la colonie de Virginie qu'elle lègue à son fils. Le mandat de gouverneur de John arrivant à son terme, il souhaite visiter les terres afin de savoir s'il va s'y installer. Jamie a ainsi l'occasion de passer quelques jours aux côtés de William.
Septembre 1769. Fergus ayant agressé un soldat anglais, Jamie doit se rendre au tribunal de Wilmington afin de le faire libérer. Dans une taverne une jeune femme l'accoste. C'est Brianna, sa fille, qui a décidé de traverser le cercle de pierres car non seulement elle a très envie de le connaître mais dans ses recherches elle a découvert que ses parents décédaient dans l'incendie de leur maison en 1776. Jamie est fou de bonheur de connaitre sa fille mais deux mois plus tard celle-ci révèle qu'elle est enceinte. Il est outré lorsque Claire propose à sa fille de mettre fin à sa grossesse non désirée quelles que soient les conséquences.

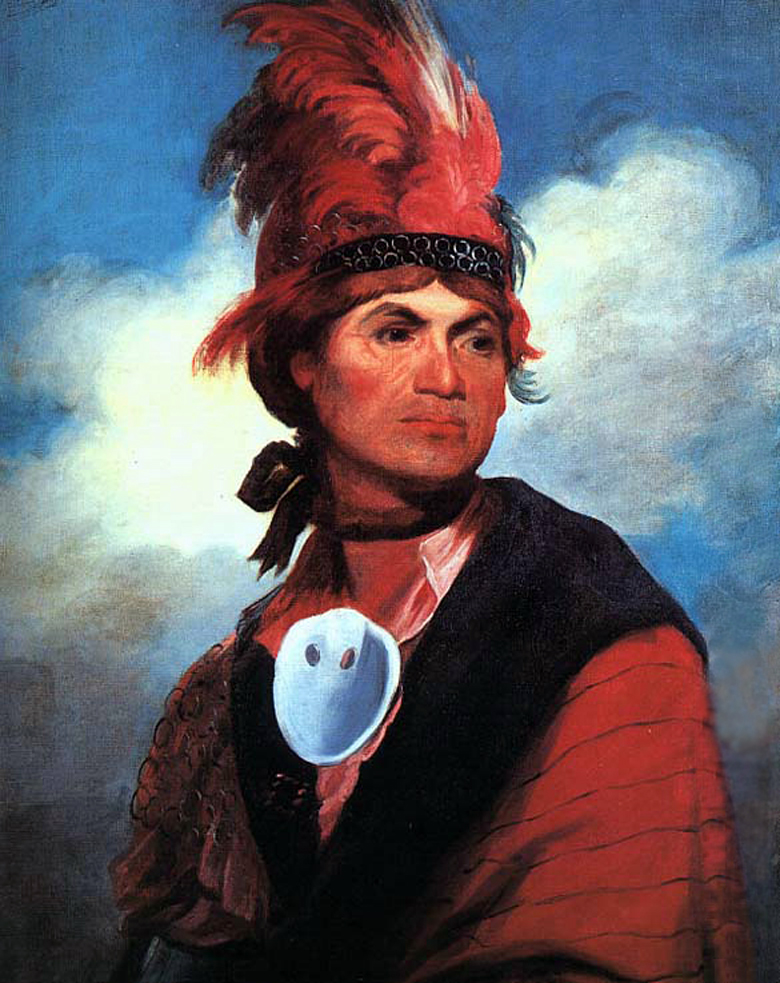
Joseph Brant (Mohawks) par Gilbert Stuart, 1786

Lizzie, sa servante avoue à Jamie que Brianna a été violée par un certain Wakefield, homme qu'elle a vu rôder sur le domaine. Jamie le capture, le bat et le vend aux Iroquois. En apprenant que Roger Wakefield n'est autre que Roger MacKenzie, son amoureux qu'elle attend, Brianna est folle de rage et le maudit. Afin de réparer sa faute, Jamie se lance à la recherche de Roger qu'il retrouve près d'un an après dans une tribu Mohawks. Ces derniers acceptent de le libérer en échange de son neveu Ian. Roger apprend que Brianna a été violée par un certain Stephen Bonnet et est enceinte. Leur retour au XXe siècle est donc très compromis.
Mai 1770, Brianna accouche d'un petit garçon prénommé Jeremiah. Roger se refusant à repartir sans elle, décide de rester à ses côtés et de reconnaître l'enfant, les Fraser étant désormais sa seule famille, lui descendant des amours de Dougal MacKenzie et de Geillis Duncan, devenant le descendant de l'oncle de Jamie. Octobre 1770, lors du rassemblement annuel des clans écossais, Roger révèle à Jamie que pendant ses recherches il a retrouvé une lettre de Frank Randall, le premier mari de Claire dans laquelle il confesse avoir fait construire sa tombe à côté de son ancêtre Jack Randall afin que si Brianna souhaite connaître son passé, elle découvre la tombe de son père.

### La guerre de Régulation (1770-1772)

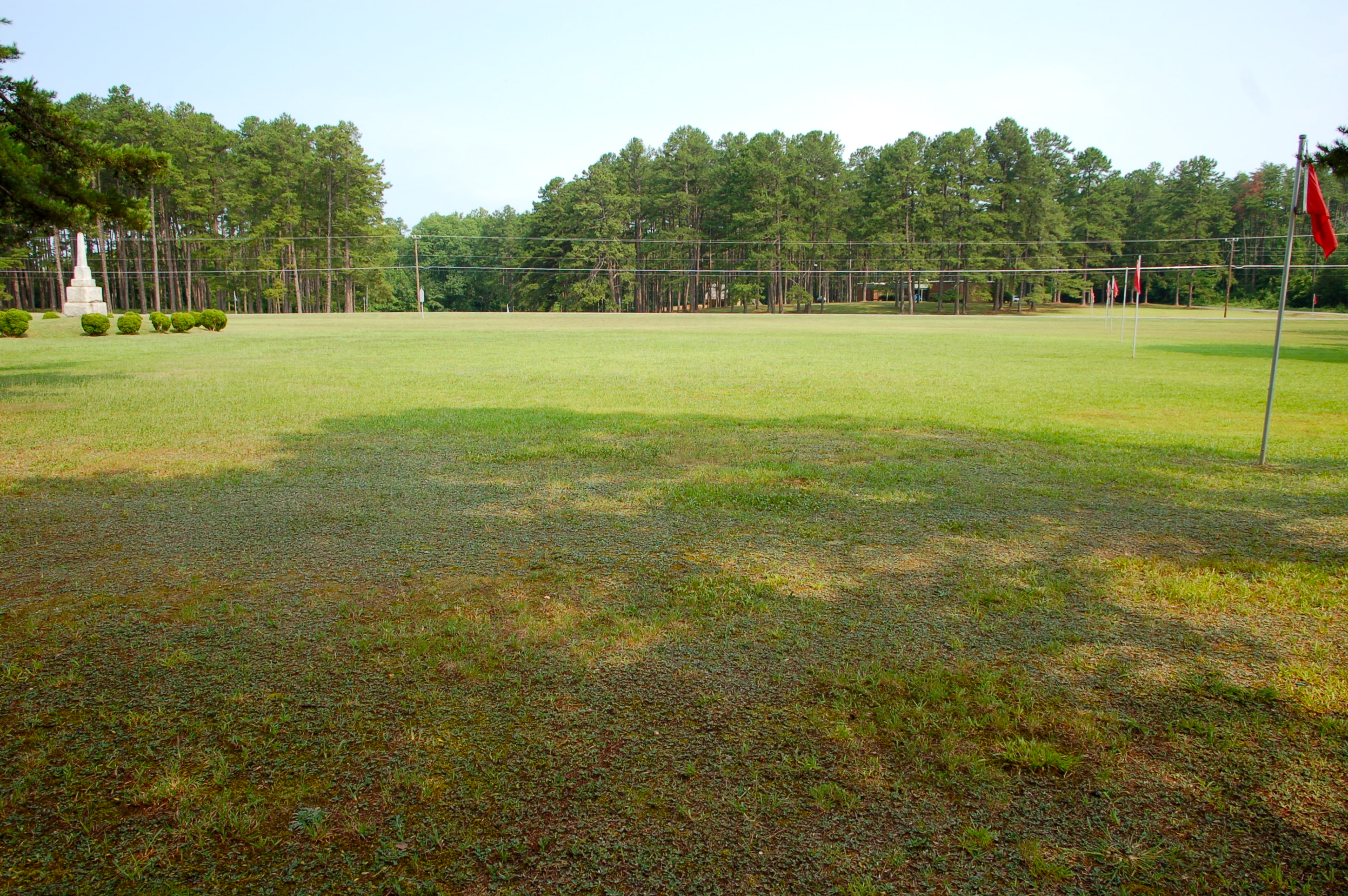
Champ de bataille d'Alamance (Alamance Battleground)

À la suite du massacre de Boston en mars, le gouverneur Tryon lève une milice et ordonne à Jamie, nommé colonel, d'enrôler trente hommes issus de son domaine afin de juguler la révolte des Régulateurs. Après de nouveaux heurts à Hillsborough en septembre, Jamie et sa milice doivent rejoindre d'abord Brownsville puis Alamance où mille six cents miliciens contre deux mille régulateurs mènent le 16 mai 1771 la bataille d'Alamance (en) qui met fin à la guerre de Régulation (en). Roger est pendu par erreur, dénoncé par le fils de Dougal et Geillis, William MacKenzie pour sauver sa peau, et survit à ses blessures.
Jamie est toujours sur les traces du violeur de sa fille Stephen Bonnet qui violente également sa tante Jocasta afin de récupérer l'or que Louis XV a envoyé en Écosse pour la révolte des Jacobites et que son oncle Hector a caché. En octobre 1772, son neveu Ian revient seul à Fraser's Ridge avec en mains le journal intime de Robert Springer qui en 1968 a décidé de traverser le cercle de pierres afin d'aider les Indiens à combattre les Européens.

### Les Patriots (1773-1776)
Avril 1773, le major Donald MacDonald propose à Jamie de devenir un agent indien, un agent représentant la couronne britannique et de lever sa propre milice afin d'enrayer les faits de violence que le gouvernement britannique ne semble plus contenir. Deux ans avant le début de la guerre d'indépendance, il sait qu'il devra tôt ou tard choisir son camp. Août 1774, la tante de Jamie, Jocasta organise une grande réception en l'honneur de Flora MacDonald, l'héroïne du mouvement jacobite qui a notamment aidé le prince Charlie à quitter l'Écosse. Jamie s'attire déjà les inimitiés de sa communauté car tous savent qu'il a l'intention de vendre des armes aux Indiens, armes qui pourraient se retourner contre les soldats anglais. Jouant sur les deux fronts, il fait partie du comité de correspondance de Caroline du nord qui lui reproche ses accointances avec la Couronne. Mars 1775, John Grey l'avertit qu'il figure sur une liste de traitres et est susceptible d'être arrêté sous peu.

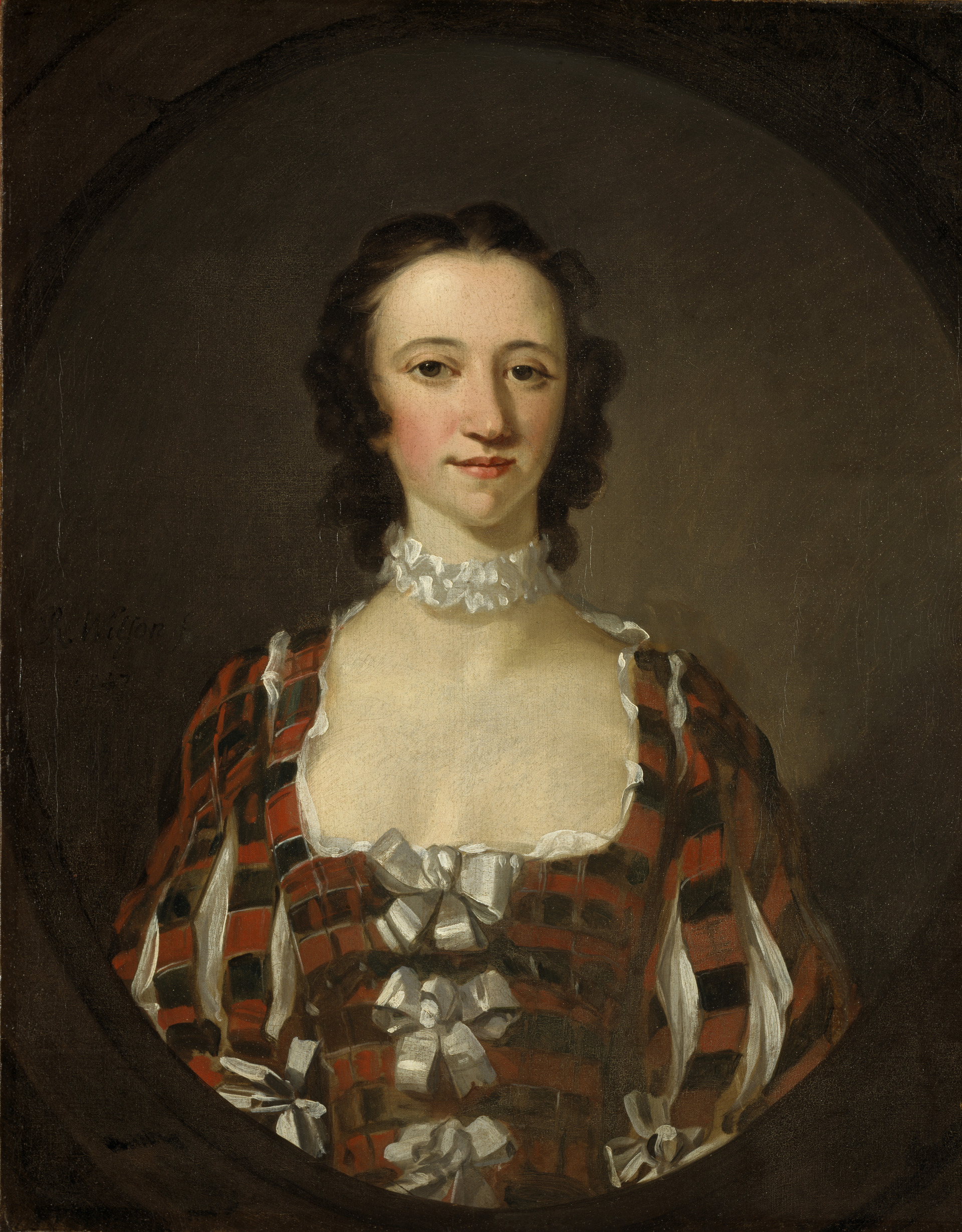
Flora MacDonald

Le 19 avril 1775, les combats de Lexington annoncent le début de la guerre d'indépendance. 1776, Donald MacDonald demande à Jaimie de se joindre aux Highlanders contre les rebelles. Jamie refuse malgré son serment à Georges III après Culloden. S'estimant pour la liberté et rejetant le serment qu'il a prononcé alors qu'il était prisonnier, Jamie choisit de se battre contre son clan. Le 27 février, les Patriots déciment l'armée britannique lors de la Bataille de Moore's Creek Bridge à Wilmington.

### Le retour en Ecosse (1777-1778)

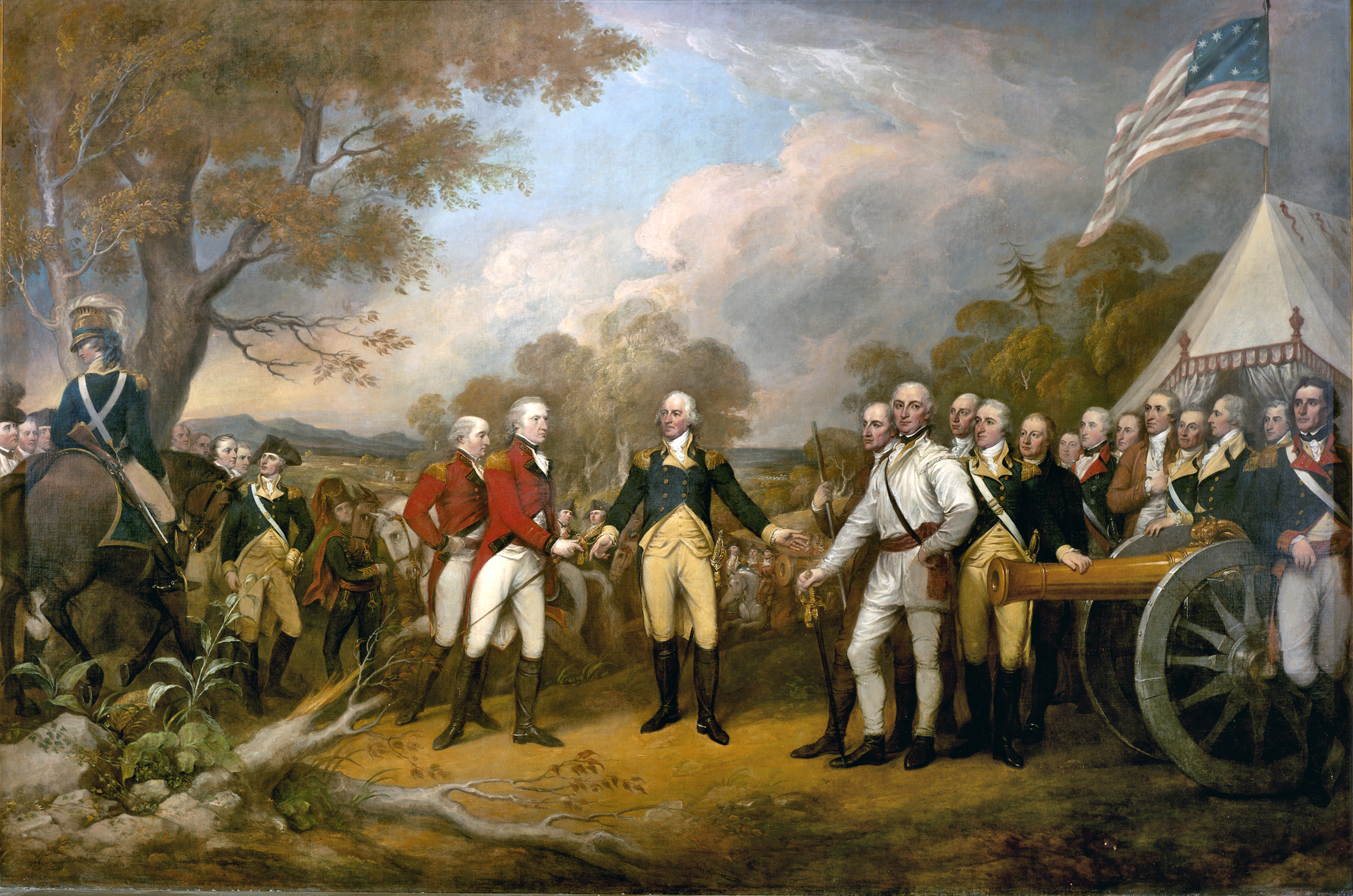
Reddition du général Burgoyne par John Trumbull

Jamie souhaite momentanément rentrer en Écosse afin d'y récupérer sa presse d'imprimerie et éviter ainsi de prendre part à la guerre. Jamie, Ian et Claire quittent Fraser's Ridge en mars 1777 et se retrouvent malgré eux impliqués dans la guerre d'indépendance. Retranchés au Fort Ticonderoga avec l'armée américaine, ils doivent fuir le siège devant l'armée britannique en surnombre. Ils prennent part ensuite aux Batailles de Saratoga jusqu'en octobre où l'armée britannique est vaincue et pendant lesquelles Jamie est l'ennemi de son fils William. La famille Fraser embarque pour l'Écosse avec le cercueil du général de brigade britannique Simon Fraser of Balnain, un parent de Jamie afin de l'enterrer sur ses terres.
A Edimbourg, Jamie récupère sa presse et la famille se rend à Lallybroch où Ian se meurt. Claire doit rejoindre Philadelphie précipitamment pour opérer le fils de Fergus. Jenny, veuve, embarque avec Jamie pour les Etats-Unis. Lorsqu'il débarque à Philadelphie, Claire s'est mariée avec John Grey.

### Le Général Fraser (1778)

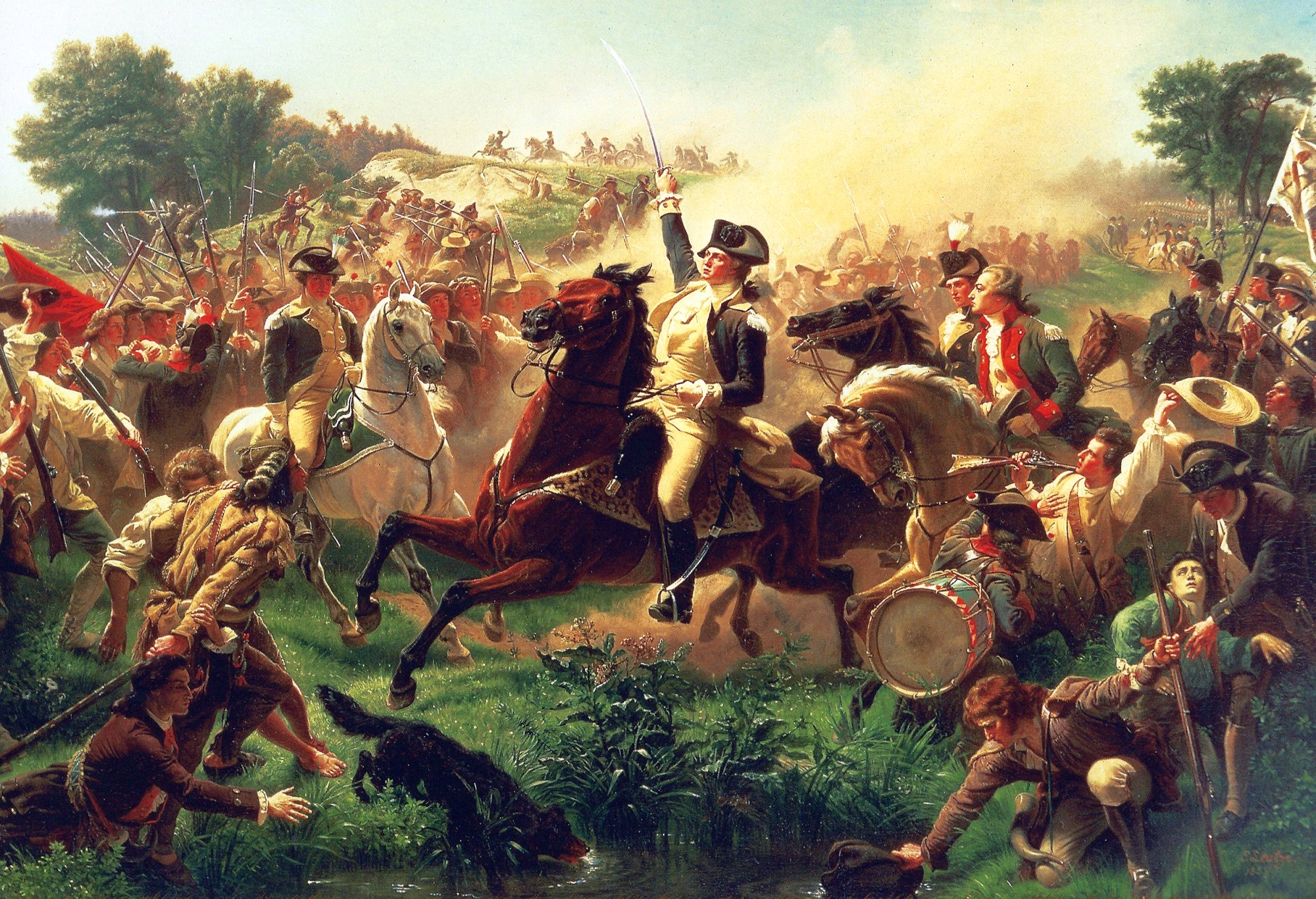
Washington ralliant ses troupes à Monmouth par Emanuel Gottlieb Leutze

Jamie et Grey doivent fuir Philadelphie envahie par les Anglais. En chemin, Grey est fait prisonnier par les troupes continentales comme son fils William qui apprend qui est son père. Jamie est promu général aux côtés du général George Washington et de La Fayette qui commande les troupes françaises. Avec Claire et 300 hommes sous ses ordres, il affronte les forces britanniques dirigées par Sir Henry Clinton lors de la Bataille de Monmouth le 28 juin 1778.